# Granjeno
Granjeno – miasto w Stanach Zjednoczonych, w stanie Teksas, w hrabstwie Hidalgo.